# Oulad Bou Sbaa
De Oulad Bou Sbaa is een Sahrawi-stam uit Mauritanië, de Westelijke Sahara en het zuiden van Marokko.
De leden van deze stam houden er dus verschillende nationaliteiten op na, afhankelijk van hun geboorteplaats en waar ze zijn opgegroeid en zijn sprekers van het Hassaniya-Arabisch.
Ze leefden voorheen als nomaden, vooral in de gebieden van het hedendaagse Mauritanië en de Westelijke Sahara en hoedden kamelen en geiten.
Het is een zawiya-stam, ook maraboet-stam of sjorfa genaamd, wat wil zeggen dat ze tot de islamitische geleerdenstammen behoorden.
Ze claimen nakomelingen te zijn van Abu Sib'a, de sultan van de idrisidendynastie uit de 16e eeuw.
In de 19e en 20e eeuw werd hun invloed in het zuidelijke gedeelte van de toenmalige Spaanse Sahara verminderd en verzwakt door een overwinning van de Reguibat-stammen waar ze mee in gevecht waren.
Deze Reguibat-stammen verspreidde snel hun invloed uit op deze gebieden.
De Oulad Bou Sbaa is bekend de eerste stam te zijn geweest die thee meenam naar de regio en de groene Sahrawithee is nu onderdeel van de cultuur en het nationale erfgoed.
Sommige Oulad Bou Sbaa-leden speelden een prominente rol in de aanstelling van de Mauritaanse president Maaouya Ould Sid'Ahmed Taya (1984-2005) in Mauritanië en zijn na zijn val invloedrijk gebleven, bijvoorbeeld tijdens de staatsgrepen van de twee militaire leiders in Mauritanië in 2005 en 2008, de huidige president Mohamed Ould Abdel Aziz en kolonel Ely Ould Mohamed Vall.